# Ernst Oberaigner
Ernst Oberaigner (Saalfelden am Steinernen Meer, 5 novembre 1932 – Saalfelden am Steinernen Meer, 17 aprile 2023) è stato uno sciatore alpino e allenatore di sci alpino austriaco.

## Biografia

### Carriera sciistica

#### Stagioni 1951-1955
Sciatore polivalente, Ernst Oberaigner entrò nella nazionale austriaca nel 1951 e debuttò in campo internazionale in occasione dello slalom gigante del Großglockner del 17 giugno (12º); l'anno dopo fu selezionato come riserva della squadra austriaca ai VI Giochi olimpici invernali di Oslo 1952 (14-20 febbraio), ma non partecipò alle gare, e nel 1953 si classificò 2º nello slalom gigante, 3º nello slalom speciale e 2º nella combinata alla 3-Tre (Canazei/Marmolada, 6-8 marzo). Ai Mondiali di Åre 1954 (1-7 marzo), suo esordio iridato, vinse la medaglia di bronzo nella discesa libera, la sola gara nella quale prese il via; nel prosieguo di quella stagione vinse la discesa libera del trofeo Arlberg-Kandahar (Garmisch-Partenkirchen, 12-14 marzo) e alla 3-Tre (Marmolada, 26-28 marzo) si piazzò 3º sia nel primo slalom gigante sia nella combinata.
Nel 1955 al trofeo del Lauberhorn (Wengen, 8-9 gennaio) fu 3º nella discesa libera, alla Settimana internazionale del Monte Bianco (Megève/Saint-Gervais-les-Bains, 19-23 gennaio) si classificò 3º sia nella discesa libera sia nella combinata, al trofeo Ilio Colli pre-olimpico (Cortina d'Ampezzo, 12 febbraio) si piazzò 2º nella discesa libera, al trofeo Tre Funivie (Sestriere, 20-21 febbraio) vinse la discesa libera e la combinata e fu 2º nello slalom gigante, al Grand Prix de Chamonix (Chamonix, 26-27 febbraio vinse la discesa libera e si classificò 3º nella combinata e al Grand Prix du Printemps (Val-d'Isère, 28 marzo-1 aprile) si piazzò 2º nello slalom speciale.

#### Stagioni 1956-1960
Nel 1956 si piazzò 2º nello slalom speciale e nella combinata dell'Arlberg-Kandahar (Sestriere, 9-11 marzo) e 2º nello slalom gigante e 3º nella combinata della 3-Tre (Marmolada, 23-25 marzo); a causa di ripetuti infortuni (si fratturò due volte una gamba) l'anno dopo non gareggiò e nel 1958 ottenne piazzamenti di rilievo soltanto in chiusura di stagione, quando ottenne il 2º posto negli slalom giganti di Krippenstein del 20 aprile e di Sölden del 25 aprile.
Tornò ai vertici della sci alpino nel 1959, quando vinse lo slalom speciale e la combinata del Lauberhorn (Wengen, 9-10 gennaio) e fu 3º nello slalom speciale della Coupe Émile Allais (Megève, 23-25 gennaio); l'anno dopo partecipò agli VIII Giochi olimpici invernali di Squaw Valley 1960 (19-27 febbraio), sua unica presenza olimpica nonché congedo iridato, ma non completò lo slalom speciale, la sola gara nella quale prese il via, e nel prosieguo di quella sua ultima stagione agonistica si classificò 3º nello slalom speciale della Harriman Cup (Sun Valley, 5-6 marzo) e disputò le sue ultima gare internazionali agli International American Championships (Stowe, 11-13 marzo).

### Carriera da allenatore
Dopo il ritiro divenne allenatore nei quadri della Federazione sciistica dell'Austria dal 1962 al 1964.

## Palmarès

### Mondiali
- 1 medaglia:
  - 1 bronzo (discesa libera a Åre 1954)

### Classiche
Arlberg-Kandahar
- 1 vittoria (discesa libera a Garmisch-Partenkirchen 1954)

Grand Prix de Chamonix
- 1 vittoria (discesa libera a Chamonix 1955)

Lauberhorn
- 2 vittorie (slalom speciale, combinata a Wengen 1959)

Tre Funivie
- 2 vittorie (discesa libera, combinata a Sestriere 1955)

### Campionati austriaci
- 13 medaglie[senza fonte]:
  - 2 ori (slalom speciale nel 1956[1]; combinata nel 1960[1])
  - 4 argenti (discesa libera nel 1952[senza fonte]; discesa libera nel 1954[21]; slalom gigante, combinata nel 1956)
  -  7 bronzi (combinata nel 1954; slalom gigante, slalom speciale, combinata nel 1955; slalom speciale nel 1959; slalom gigante, slalom speciale nel 1960)[senza fonte]

### Campionati austriaci juniores
- 3 ori (discesa libera, slalom gigante, slalom speciale nel 1952)[1]